# Marco Barba
Marco Antonio Barba López (ur. 10 listopada 1985 w Sewilli) – hiszpański kierowca wyścigowy.

## Kariera

### Formuła Junior
Marco karierę rozpoczął w roku 2000, od startów w kartingu. W 2003 roku przeszedł do wyścigów samochodów jednomiejscowych, debiutując w Hiszpańskiej Formule Junior 1600. W pierwszym sezonie startów zmagania zakończył na 12. miejscu. W drugim sięgnął po tytuł wicemistrzowski, odnosząc przy tym sześć zwycięstw. 

### Formuła 3
W 2004 roku wziął udział w dwóch rundach Hiszpańskiej Formuły 3 (bez punktów). W kolejnym sezonie startował w całym cyklu. Ostatecznie zajął 3. pozycję w Pucharze F300, natomiast w głównej klasyfikacji był dziesiąty. Poza regularnym udziałem w hiszpańskiej F3, Barba wystąpił również w jednej rundzie włoskiej edycji. Solidna zdobycz punktowa pozwoliła mu zająć w klasyfikacji 10. lokatę.
W sezonie 2006 pięciokrotnie meldował się na podium, z czego raz na najwyższym stopniu. Uzyskane punkty sklasyfikowały go na 7. pozycji. W roku 2007 sięgnął po tytuł wicemistrzowski, zwyciężając po drodze w trzech wyścigach. 
Trzy lata później Barba powrócił do serii, widniejącej jednak pod nazwą European F3 Open. Marco okazał się zdecydowanie najlepszym kierowcą w stawce, stając w jedenastu z czternastu wyścigów na podium (odniósł sześć zwycięstw). Sukces osiągnął z zespołem Cedars Motorsport.

### World Series by Renault
W sezonie 2006 Hiszpan wziął udział w ostatnich trzech rundach Formuły Renault 3.5. Reprezentując szwajcarską ekipę Jenzer Motorsport, nie zdobył jednak punktów.
W kolejnych dwóch latach Barba był związany z włoską stajnią International DracoRacing. W pierwszym podejściu został sklasyfikowany na 14. miejscu. W drugim dwukrotnie stanął na podium, ostatecznie zajmując 9. lokatę. 

### Internarional GT Open
W 2008 roku Marco wystąpił w jednej rundzie serii wyścigów samochodów sportowych - International GT Open. Nie osiągnął jednak sukcesu, w postaci zdobyczy punktowej. 

### Formuła Acceleration 1
W sezonie 2014 Hiszpan powrócił do wyścigów, kiedy dołączył do stawki Formuły Acceleration 1. W ciągu czterech wyścigów, w których wystartował, uzbierał łącznie dziesięć punktów. Dało mu to dziewiętnaste miejsce w końcowej klasyfikacji kierowców.

### Statystyki
| Sezon | Seria                          | Zespół                    | Wyścigi | Zwycięstwa | PP | NO | Podium | Punkty | Poz. koń. |
| ----- | ------------------------------ | ------------------------- | ------- | ---------- | -- | -- | ------ | ------ | --------- |
| 2003  | Hiszpańska Formuła Junior 1600 | Escuela Lois Circuit      |         | 0          | 2  |    | 1      |        | 12        |
| 2004  | Hiszpańska Formuła Junior 1600 |                           | 12      | 6          | 6  | ?  | 8      | 117    | 2         |
| 2004  | Hiszpańska Formuła 3           | GTA Motor Competicion     | 4       | 0          | 0  | 0  | 0      | 0      | NS        |
| 2004  | Hiszpańska Formuła 3           | Adrian Campos Motorsport  | 4       | 0          | 0  | 0  | 0      | 0      | NS        |
| 2005  | Hiszpańska Formuła 3           | Campos Racing             | 15      | 2          | 2  |    | 9      | 79     | 3         |
| 2005  | Hiszpańska Formuła 3           | Campos Racing             | 15      | 0          | 0  | 0  | 0      | 23     | 10        |
| 2005  | Włoska Formuła 3               | Team Ghinzani             | 2       | 0          | 0  | 0  | 0      | 18     | 10        |
| 2006  |                                | Campos F3 Team            | 16      | 1          | 0  | 0  | 5      | 70     | 7         |
| 2006  | Formuła Renault 3.5            | Jenzer Motorsport         | 6       | 0          | 0  | 0  | 0      | 0      | 41        |
| 2007  | Hiszpańska Formuła 3           | TEC Auto                  | 16      | 3          | 0  | 0  | 9      | 113    | 2         |
| 2008  | Formuła Renault 3.5            | International DracoRacing | 17      | 0          | 0  | 0  | 0      | 24     | 14        |
| 2008  | International GT Open – GTA    | MC Competicion            | 2       | 0          | 0  | 0  | 0      | 0      | NS        |
| 2009  | Formuła Renault 3.5            | International DracoRacing | 17      | 0          | 0  | 0  | 2      | 50     | 9         |
| 2010  | European F3 Open               | Cedars Motorsport         | 14      | 6          | 3  | 8  | 11     | 154    | 1         |
| 2010  | Seria GP3                      | Jenzer Motorsport         | 2       | 0          | 0  | 0  | 0      | 0      | 35        |
| 2011  | Auto GP                        | Campos Racing             | 6       | 0          | 0  | 0  | 0      | 16     | 15        |
| 2014  | Formuła Acceleration 1         | Moma Motorsport           | 4       | 0          | 0  | 0  | 0      | 10     | 19        |

## Wyniki w GP3
| Legenda oznaczeń w tabelach wyników Wyświetl szablon na nowej stronie | Legenda oznaczeń w tabelach wyników Wyświetl szablon na nowej stronie                                                                     |
| Oznaczenie                                                            | Wyjaśnienie |
| --------------------------------------------------------------------- | --- |
| Złoty                                                                 | Zwycięzca lub mistrzostwo |
| Srebrny                                                               | 2. miejsce lub wicemistrzostwo |
| Brązowy                                                               | 3. miejsce lub II wicemistrzostwo |
| Zielony                                                               | Ukończył, punktował (w klasyfikacji generalnej, gdy zdobył co najmniej jeden punkt na przestrzeni sezonu, poza trzema powyższymi opcjami) |
| Niebieski                                                             | Ukończył, nie punktował (w klasyfikacji generalnej, gdy nie zdobył co najmniej jednego punktu na przestrzeni sezonu)                      |
| Czerwony                                                              | Nie zakwalifikował się (NZ) |
| Czerwony                                                              | Nie prekwalifikował się (NPK) |
| Różowy                                                                | Nie ukończył (NU) |
| Różowy                                                                | Niesklasyfikowany (NS) (w klasyfikacji generalnej, gdy nie został sklasyfikowany w żadnym wyścigu sezonu)                                 |
| Czarny                                                                | Zdyskwalifikowany (DK) |
| Czarny                                                                | Wykluczony (WYK/EX) |
| Biały                                                                 | Nie wystartował (NW) |
| Biały                                                                 | Kontuzjowany (K/INJ) |
| Biały                                                                 | Wyścig odwołany (OD/C) |
| Bez koloru                                                            | Został wycofany (WYC/WD) |
| Bez koloru                                                            | Nie przybył (NP/DNA) |
| Bez koloru                                                            | Nie brał udziału w treningach (NT/DNP) |
| Bez koloru                                                            | Nie został zgłoszony (–) |
| Pogrubienie                                                           | Start z pole position |
| Kursywa                                                               | Najszybsze okrążenie wyścigu |
| †                                                                     | Nie ukończył, ale jego rezultat został zaliczony ze względu na przejechanie więcej niż 90% dystansu wyścigu.                              |
| *                                                                     | Sezon w trakcie |
| 1/2/3                                                                 | Punktowana pozycja w sprincie kwalifikacyjnym                                                                                             |
| Lista systemów punktacji Formuły 1                                    | |

| Rok  | Zespół            | Wyniki w poszczególnych eliminacjach | Wyniki w poszczególnych eliminacjach | Wyniki w poszczególnych eliminacjach | Wyniki w poszczególnych eliminacjach | Wyniki w poszczególnych eliminacjach | Wyniki w poszczególnych eliminacjach | Wyniki w poszczególnych eliminacjach | Wyniki w poszczególnych eliminacjach | Wyniki w poszczególnych eliminacjach | Wyniki w poszczególnych eliminacjach | Wyniki w poszczególnych eliminacjach | Wyniki w poszczególnych eliminacjach | Wyniki w poszczególnych eliminacjach | Wyniki w poszczególnych eliminacjach | Wyniki w poszczególnych eliminacjach | Wyniki w poszczególnych eliminacjach | Punkty | Pozycja |
| ---- | ----------------- | ------------------------------------ | ------------------------------------ | ------------------------------------ | ------------------------------------ | ------------------------------------ | ------------------------------------ | ------------------------------------ | ------------------------------------ | ------------------------------------ | ------------------------------------ | ------------------------------------ | ------------------------------------ | ------------------------------------ | ------------------------------------ | ------------------------------------ | ------------------------------------ | ------ | ------- |
| 2010 | Jenzer Motorsport | ESP                                  | ESP                                  | TUR                                  | TUR                                  | VAL                                  | VAL                                  | GBR                                  | GBR                                  | DEU                                  | DEU                                  | HUN                                  | HUN                                  | BEL                                  | BEL                                  | ITA                                  | ITA                                  | 0      | 35      |
| 2010 | Jenzer Motorsport | -                                    | -                                    | -                                    | -                                    | -                                    | -                                    | -                                    | -                                    | -                                    | -                                    | NU                                   | 19                                   | -                                    | -                                    | -                                    | -                                    | 0      | 35      |

## Wyniki w Formule Renault 3.5
| Legenda oznaczeń w tabelach wyników Wyświetl szablon na nowej stronie | Legenda oznaczeń w tabelach wyników Wyświetl szablon na nowej stronie                                                                     |
| Oznaczenie                                                            | Wyjaśnienie |
| --------------------------------------------------------------------- | --- |
| Złoty                                                                 | Zwycięzca lub mistrzostwo |
| Srebrny                                                               | 2. miejsce lub wicemistrzostwo |
| Brązowy                                                               | 3. miejsce lub II wicemistrzostwo |
| Zielony                                                               | Ukończył, punktował (w klasyfikacji generalnej, gdy zdobył co najmniej jeden punkt na przestrzeni sezonu, poza trzema powyższymi opcjami) |
| Niebieski                                                             | Ukończył, nie punktował (w klasyfikacji generalnej, gdy nie zdobył co najmniej jednego punktu na przestrzeni sezonu)                      |
| Czerwony                                                              | Nie zakwalifikował się (NZ) |
| Czerwony                                                              | Nie prekwalifikował się (NPK) |
| Różowy                                                                | Nie ukończył (NU) |
| Różowy                                                                | Niesklasyfikowany (NS) (w klasyfikacji generalnej, gdy nie został sklasyfikowany w żadnym wyścigu sezonu)                                 |
| Czarny                                                                | Zdyskwalifikowany (DK) |
| Czarny                                                                | Wykluczony (WYK/EX) |
| Biały                                                                 | Nie wystartował (NW) |
| Biały                                                                 | Kontuzjowany (K/INJ) |
| Biały                                                                 | Wyścig odwołany (OD/C) |
| Bez koloru                                                            | Został wycofany (WYC/WD) |
| Bez koloru                                                            | Nie przybył (NP/DNA) |
| Bez koloru                                                            | Nie brał udziału w treningach (NT/DNP) |
| Bez koloru                                                            | Nie został zgłoszony (–) |
| Pogrubienie                                                           | Start z pole position |
| Kursywa                                                               | Najszybsze okrążenie wyścigu |
| †                                                                     | Nie ukończył, ale jego rezultat został zaliczony ze względu na przejechanie więcej niż 90% dystansu wyścigu.                              |
| *                                                                     | Sezon w trakcie |
| 1/2/3                                                                 | Punktowana pozycja w sprincie kwalifikacyjnym                                                                                             |
| Lista systemów punktacji Formuły 1                                    | |

| Rok  | Zespół                    | Wyniki w poszczególnych eliminacjach | Wyniki w poszczególnych eliminacjach | Wyniki w poszczególnych eliminacjach | Wyniki w poszczególnych eliminacjach | Wyniki w poszczególnych eliminacjach | Wyniki w poszczególnych eliminacjach | Wyniki w poszczególnych eliminacjach | Wyniki w poszczególnych eliminacjach | Wyniki w poszczególnych eliminacjach | Wyniki w poszczególnych eliminacjach | Wyniki w poszczególnych eliminacjach | Wyniki w poszczególnych eliminacjach | Wyniki w poszczególnych eliminacjach | Wyniki w poszczególnych eliminacjach | Wyniki w poszczególnych eliminacjach | Wyniki w poszczególnych eliminacjach | Wyniki w poszczególnych eliminacjach | Punkty | Pozycja |
| ---- | ------------------------- | ------------------------------------ | ------------------------------------ | ------------------------------------ | ------------------------------------ | ------------------------------------ | ------------------------------------ | ------------------------------------ | ------------------------------------ | ------------------------------------ | ------------------------------------ | ------------------------------------ | ------------------------------------ | ------------------------------------ | ------------------------------------ | ------------------------------------ | ------------------------------------ | ------------------------------------ | ------ | ------- |
| 2006 | Jenzer Motorsport         | ZOL                                  | ZOL                                  | MON                                  | TUR                                  | TUR                                  | ITA                                  | ITA                                  | SFR                                  | SFR                                  | DEU                                  | DEU                                  | GBR                                  | GBR                                  | FRA                                  | FRA                                  | ESP                                  | ESP                                  | 0      | 41      |
| 2006 | Jenzer Motorsport         | -                                    | -                                    | -                                    | -                                    | -                                    | -                                    | -                                    | -                                    | -                                    | -                                    | -                                    | NU                                   | NU                                   | 22                                   | 18                                   | 18                                   | 17                                   | 0      | 41      |
| 2008 | International DracoRacing | ITA                                  | ITA                                  | BEL                                  | BEL                                  | MON                                  | GBR                                  | GBR                                  | HUN                                  | HUN                                  | DEU                                  | DEU                                  | FRA                                  | FRA                                  | PRT                                  | PRT                                  | ESP                                  | ESP                                  | 24     | 14      |
| 2008 | International DracoRacing | 12                                   | 8                                    | NU                                   | 20                                   | NU                                   | 12                                   | 7                                    | 10                                   | 7                                    | NU                                   | 10                                   | 10                                   | 8                                    | 6                                    | 10                                   | 16                                   | NU                                   | 24     | 14      |
| 2009 | International DracoRacing | CAT                                  | CAT                                  | BEL                                  | BEL                                  | MON                                  | HUN                                  | HUN                                  | GBR                                  | GBR                                  | FRA                                  | FRA                                  | PRT                                  | PRT                                  | DEU                                  | DEU                                  | ARA                                  | ARA                                  | 50     | 9       |
| 2009 | International DracoRacing | NU                                   | NU                                   | 7                                    | 12                                   | 16                                   | 2                                    | 2                                    | 10                                   | 10                                   | 5                                    | 7                                    | 16                                   | 11                                   | 8                                    | 7                                    | 14                                   | 6                                    | 50     | 9       |